# Student fest
Student Fest je hudební festival se zlevněným vstupným pro studenty. Pořadatelé se snaží podpořit mladé a nadějné progresivní studentské hudební projekty a umožnit jim se prezentovat na stejném pódiu s již slavnými profesionálními hudebními skupinami. Festival probíhá v centru Prahy v několika hudebních klubech, kde je připraven program od 18h až do rána. Za jedno vstupné dostává návštěvník náramek, který platí jako vstupenka do všech klubů na celý večer. Každý návštěvník si tak vybere může vytvořit vlastní program a přeběhnout mezi kluby, podobně jako na open-air festivalu. Od roku 2010 se jeho maskotem stává Jan Amos Komenský, který je na grafice festivalu zobrazován v kuriózním kontextu. Student Fest patří mezi nejvýznamnější studentské akce v Praze i v republice a každoročně se na festivalu schází až dva tisíce lidí, převážně studentů.

## Historie
Myšlenka vznikla v roce 2009, kdy se festival konal v klubech Rock Café a Vagón, které jsou opravdu pár kroků přes ulici. Na Student festu tehdy hrály pouze studentské kapely, sklidil však ohromný, když na festival dorazilo téměř 1000 návštěvníků.

V roce 2010 probíhala rekonstrukce klubu Rock Café a tak zde bylo možné vystoupení unplugged skupin, proto a pro úspěšnost festivalu přibyla dvojice klubů K4 a Chapeau Rouge, které jsou od sebe také, co by kamenem dohodil a od Rock Café a Vagonu jsou vzdáleny chůzí ani ne 15 minut, metrem pak 1/2 zastávky. Festival také ustálil svou koncepci. Ke studentským projektům přibyly větší jména. (Basta fidel, The pooh, Zrní či Bojitos z Německa). Student Fest se také více dostal do povědomí studentů, tak u médií i umělců. To se odrazilo i na návštěvnosti, která čítala až 1500 návštěvníků.

V roce 2011 byl Student Fest jednou z prvních akcí, která proběhla v znovu otevřeném sále Rock Café. Vzhledem k úspěchům z minulých let se organizátoři rozhodli prostory K4 a Chapeau Rouge, které sloužili v roce 2010 jako náhrada za velký sál Rock Café ponechat a využít jejich kapacitu naplno. Mezi velkými jmény festivalu můžeme zmínit kapely (Fast Food Orchestra, Unifiction nebo Flattus. Na drum&bassovou stage do (Chapeau Rouge přijal pozvání také velký objev roku 2011 a to britský producent (Skeptical (UK). Kapaciata festivalu byla opět téměř vyprodána.

Ročník 2012 se nesl ve jménu zahraničních hvězd. Na festival zavítalo kromě desítek českých interpretů také 7 zahraničních projektů. "Pozvání přijali Searching for Calm (PL), dubstepové trio Fat Burning Step (PL), klávesový mág Walter Phishbacher (USA/AU), Kingston Cruisers (HU) či June Miller (NL). Z českých hudebníků můžeme zmínit Hentai Corporation, Zrní, The Spankers nebo kapelu Hi-Fi a hlavně: mnohé další studentské kapely."  Novinkou tohoto ročníku byla mimo jiné Soutěž studentských kapel, již se účastnilo přes 30 kapel a hlasovalo přes 6000 lidí. Generálním partnerem festivalu se stala Era. Festival i v tomto roce slavil velký úspěch.

## Pořadatel
Festival pořádá občanské sdružení Nerudný fest.cz, o.s., které mimo jiné pořádá i festival Mladí Ladí Jazz, série koncertů Jazzbit a jiné kulturní akce, zaměřené zejména na mladé publikum a podporu mladých umělců.